# Coup d'État de 2020 au Mali
Guerre du Mali
Le coup d'État de 2020 au Mali intervient le 18 août 2020 lorsque des mutins du camp militaire Soundiata-Keïta procèdent à l'arrestation du président Ibrahim Boubacar Keïta et du Premier ministre Boubou Cissé au domcile du President. La nuit suivant son arrestation, le président annonce sa démission et le 19 août au matin, les putschistes annoncent la création du Comité national pour le salut du peuple (CNSP) avec à sa tête le colonel Assimi Goïta. La junte décrète la suspension des institutions de l'État, un couvre-feu sur l'ensemble du territoire de 21 heures à 5 heures ainsi que la fermeture des frontières.
Le président déchu est finalement libéré par la junte le 27 août. La Communauté économique des États de l'Afrique de l'Ouest (Cédéao) exhortera régulièrement la junte à une transition civile et à la tenue d'élections, ainsi que la mise en place de sanctions économiques.
Il s'agit du cinquième coup d'État ou tentative de coup d'État orchestré au Mali.

## Contexte

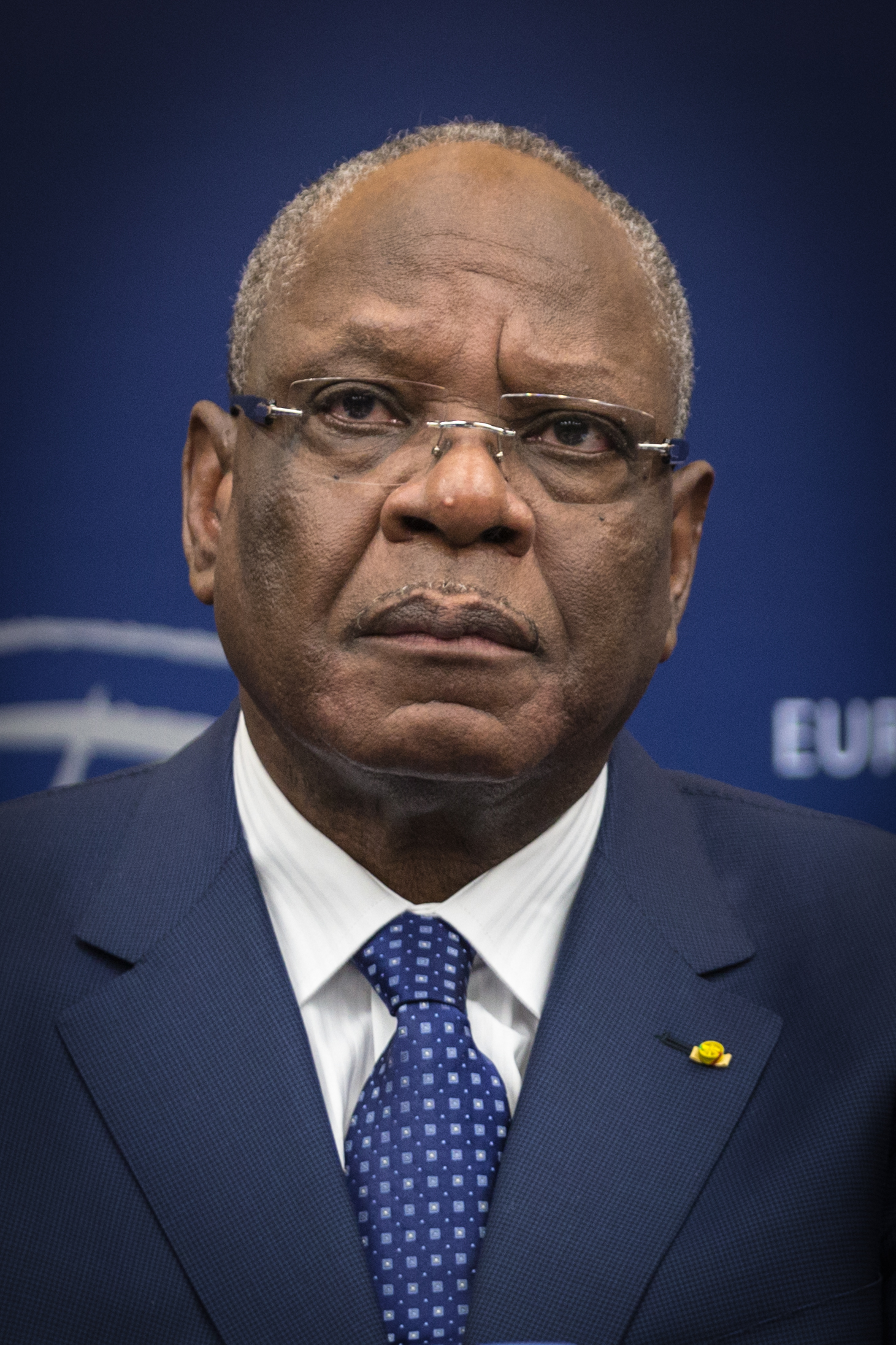
Le président Ibrahim Boubacar Keïta.

Le coup d’État a lieu alors que le Mali est embourbé dans une guerre, avec de très nombreuses violences terroristes et interethniques, depuis 2012. La base de Kati est le lieu de départ du coup d'État de 2012 et de celui de 1968. Des tensions entre le président Ibrahim Boubacar Keïta et l'armée étaient apparues fin 2019, après une série de combats et d'attaques contre l'armée faisant de très nombreuses victimes militaires, notamment l'attaque d'Indelimane où 49 soldats maliens sont morts. La réaction du président Keïta, qui s'était contenté de quelques déclarations, avait alors été jugée insuffisante par les militaires. La publication à la mi-août d'un rapport de l'ONU accusant le général Kéba Sangaré, le commandant de la région du centre, de n'avoir rien fait pour empêcher un massacre de civils peuls par des miliciens dogons en février 2020 à Ogossagou, provoque également des tensions,. De plus, les soldats du rang, notamment les jeunes recrues, se plaignaient fréquemment de la corruption de certains officiers et de la mauvaise gestion de l'armement par ceux-ci — dont certains seront arrêtés durant le coup d'État. La diffusion fin juillet de vidéos, datant de 2019, du député et fils du président Keïta, Karim Keïta, faisant la fête sur un yacht en compagnie de femmes dénudées et sur une plage en Espagne avait de plus choqué l'opinion publique civile et militaire, confrontée aux difficultés quotidiennes, économiques et militaires,. Le limogeage du chef de la sécurité présidentielle le 17 août semble avoir été l'élément déclencheur du putsch.

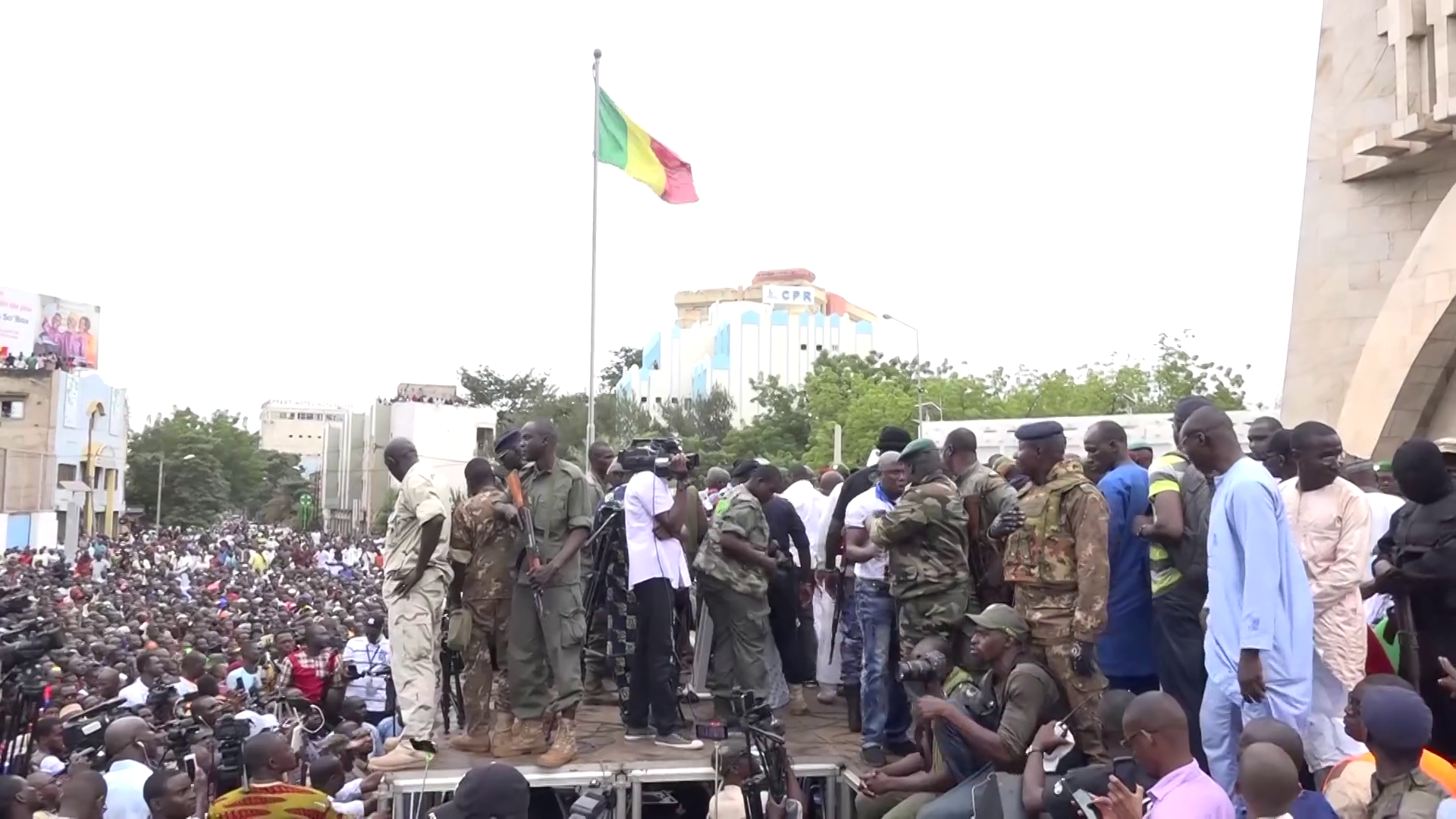
Manifestation à Bamako.

La mutinerie a lieu dans un contexte de manifestations et de contestations du pouvoir depuis juin 2020, menées par le Mouvement du 5 Juin - Rassemblement des forces patriotiques (M5-RFP), à cause de la guerre et d'irrégularités supposées lors des élections législatives maliennes de 2020. Les 10, 11, 12 et 13 juillet, les affrontements entre forces de l’ordre et manifestations à Bamako ont fait état de quatorze morts et 40 blessés selon le rapport de d’enquête de la mission onusienne au Mali (Minusma). L’enquête intitulée « rapport sur les violations et atteintes aux droits de l’Homme commisses dans le cadre des manifestations du 10 au 13 juillet 2020 ». Quatorze manifestants tous de sexe masculin dont deux enfants ont été tués au cours des interventions des forces de maintien de l’ordre, en particulier la gendarmerie nationale, la police nationale, la Garde nationale et la Force spécial anti-terroriste (FORSAT) qui selon le rapport ont fait un « usage abusif de la force ». Au moins 40 manifestants ont été blessés durant ces interventions par 118 agents des forces de défense et de sécurité, dont 81 fonctionnaires policiers ont été blessés par des actes de manifestations violentes.   Au moins 200 personnes (dont six femmes et sept enfants) ont également été arrêtées et détenues arbitrairement » à Bamako à savoir dans la gendarmerie de Bamako (camp 1) et aussi dans les commissariats de police des 3e, 7e, et 10e arrondissements de Bamako dans le cadre de ces activités. De même que ce rapport précise la libération de toutes ces personnes le 13 juillet 2020, sur instruction des parquets d’attache. Six hommes politiques d'opposition avaient été arrêtés avant d'être relâchés quelques jours plus tard,,,,. Au moment du coup d’État, le calme était revenu à Bamako pour fêter la Tabaski. La Cour constitutionnelle, accusée d'avoir provoqué les irrégularités électorales, avait été complètement renouvelée et une médiation de plusieurs chefs d’État et de la Cédéao était en cours pour tenter d'apaiser les tensions politiques. Cependant, d'autres manifestations de plusieurs milliers d'individus avaient eu lieu les 12 et 17 août (la veille du putsch) pour exiger la démission du président Keïta, et de nouvelles manifestations étaient prévues pour les 20 et 21 août.

## Déroulement
Le 18 août 2020 au matin, un groupe de soldats, ultérieurement dénommé Comité national pour le salut du peuple, prend possession de la base militaire de Soundiata Keïta à Kati. Dans la journée, le Premier ministre Boubou Cissé demande un dialogue avec les mutins. La mutinerie est menée dans un premier temps par les officiers Malick Diaw et Sadio Camara. Au début de la mutinerie, le journaliste Olivier Dubois, correspondant de Libération au Mali, se rend sur la base pour la couvrir, mais il y est insulté, frappé, menacé avec une arme à feu et jeté à terre, sans être blessé.

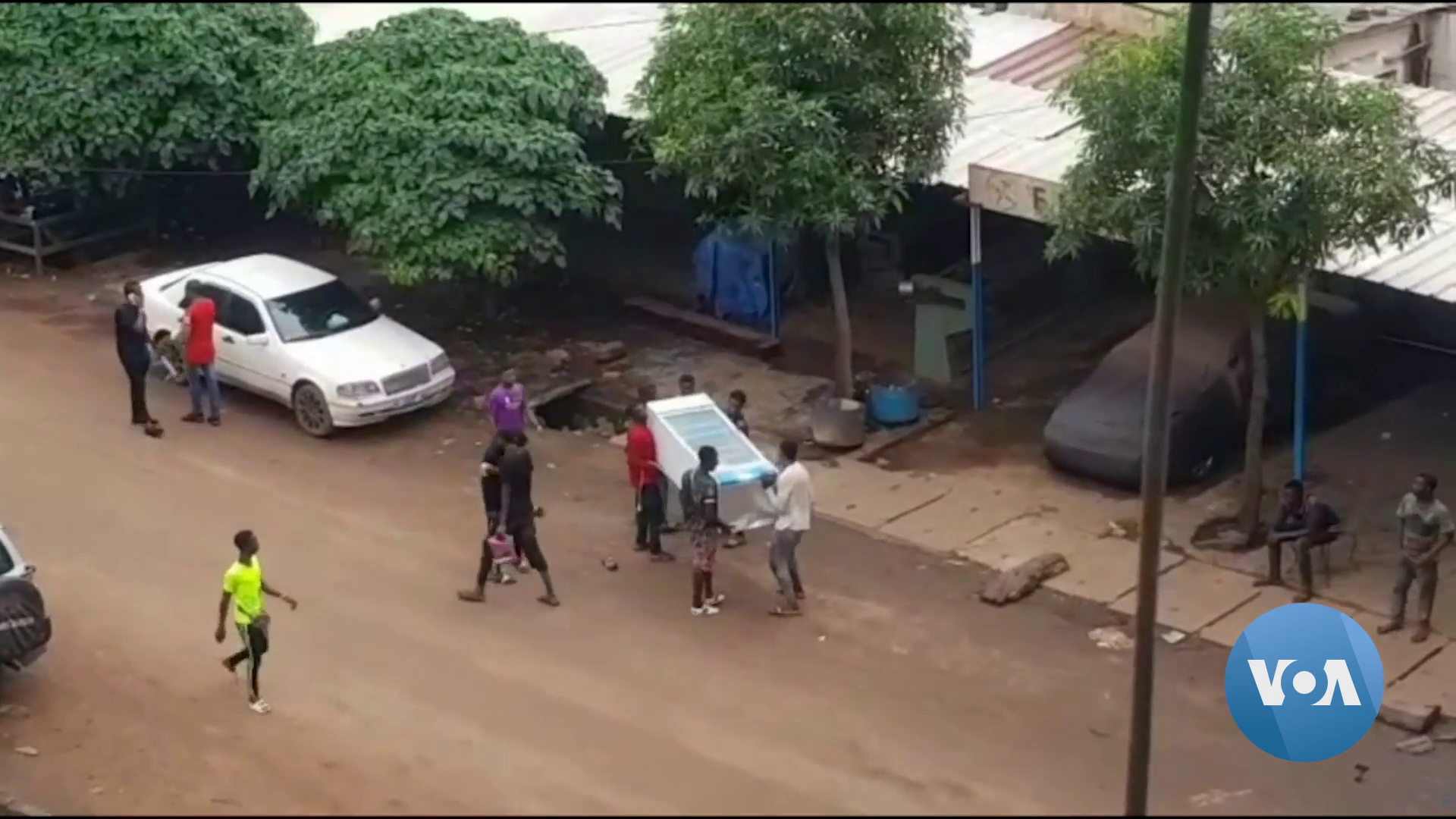
Habitants de Bamako emportant un climatiseur du domicile de Boubou Cissé pendant le coup d'état.

Par la suite, dans la même journée, le groupe de militaires se dirige vers Bamako, acclamé par des manifestants, et arrête le président Ibrahim Boubacar Keïta (IBK) ainsi que le Premier ministre Boubou Cissé, dans la résidence présidentielle vers 16 h 30. Des responsables politiques et des membres du gouvernement, parmi lesquels les ministres de la Défense, de la Sécurité, le chef d'état-major et le président de l'Assemblée nationale, sont arrêtés dans la foulée. Des tirs en l'air sont entendus, mais pas d'affrontements, ni de blessés lors des arrestations. En apprenant les arrestations, des manifestants incendient le cabinet d'avocats du ministre de la Justice, Kassoum Tapo. Durant l'arrestation de Cissé, des documents (et un climatiseur) sont volés à son domicile. D'autres manifestants entrent dans la maison du député et fils d'IBK, Karim Keïta, pour voler les meubles dont son coffre-fort, de l'argent liquide et du champagne, payé selon eux avec de l'argent public ; d'autres en ont profité en entrant dans son jardin pour s'offrir une partie de piscine,.
Le porte-parole du M5-RFP approuve l'arrestation d'IBK en disant que « ce n'est pas un coup d'État militaire mais une insurrection populaire ».
La nuit suivant son arrestation, le président de la République, détenu par l'armée dans un camp militaire proche de Bamako, annonce la dissolution du parlement et du gouvernement et sa démission de ses fonctions de chef de l'État. La foule célèbre alors le putsch sur la place de l'indépendance.

## Suites

### Installation du CNSP

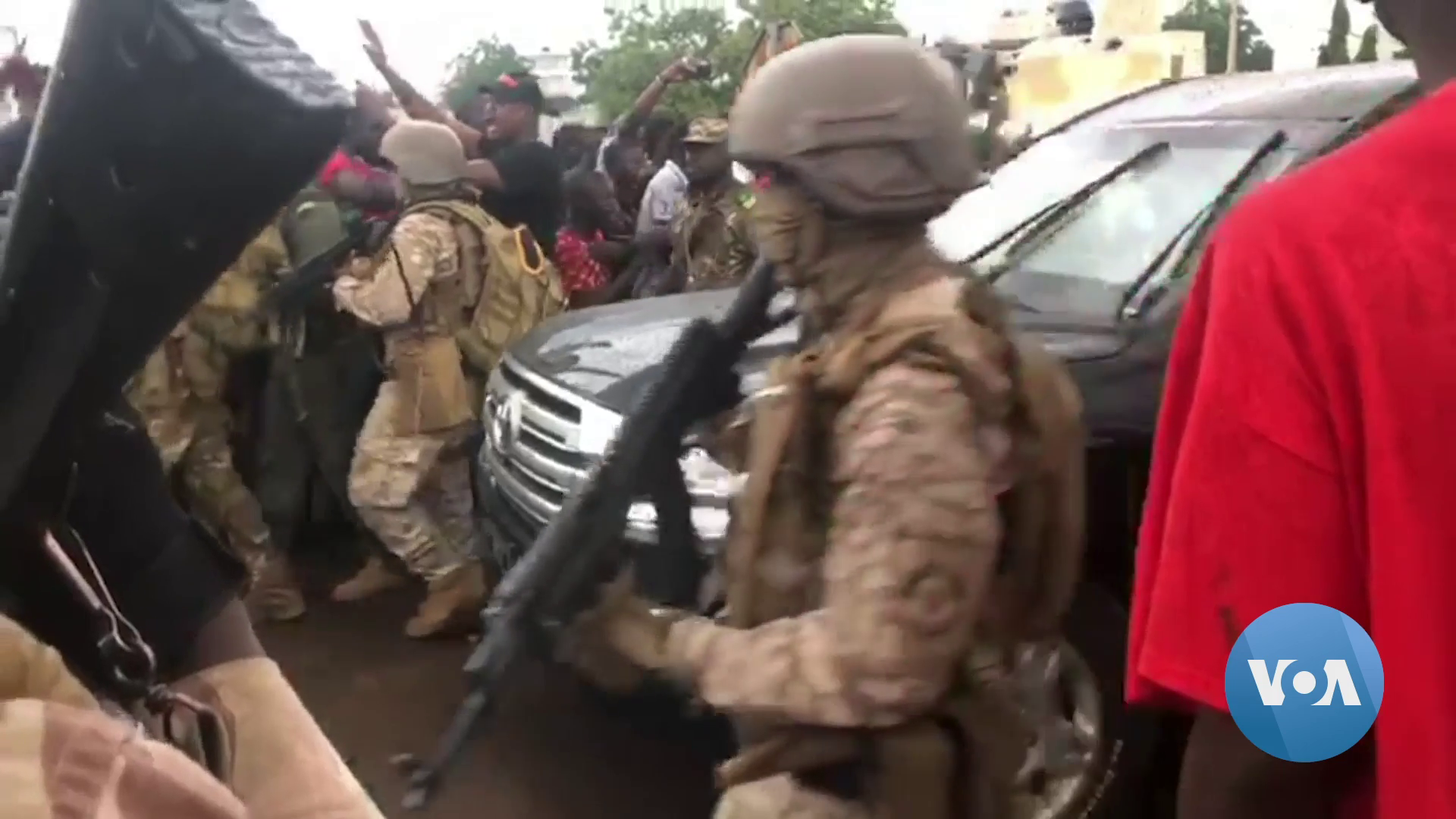
Soldats maliens escortant un convoi officiel pendant le coup d'État.

Le 19 août au matin, les militaires putschistes annoncent la création du Comité national pour le salut du peuple (CNSP). Le colonel Assimi Goïta annonce être à la tête de ce comité, peu de temps après avoir fait une annonce sur les ondes de l'ORTM, la radio-télévision nationale. La junte annonce un couvre-feu de 21 heures à 5 heures ainsi que la fermeture des frontières. La junte décide ensuite de rouvrir les frontières le 21 août.
L'opposition appelle à une manifestation en soutien au putsch pour le 21 août. Celle-ci rassemble des milliers de personnes, ce qui en fait un record depuis la première marche du 5 Juin. Par ailleurs, des slogans anti-Cédéao sont entendus. La coalition d'opposition M5-RFP se dit prête à participer à l'élaboration d'une transition.

### Mise en place du gouvernement et de la présidence de transition
Le 20 août, la junte annonce la nomination prochaine d'un président de transition, qui pourra être civil ou militaire. Le jour même, l'ancien ministre de l’Économie et des Finances, Abdoulaye Daffé, et Sabane Mahalmoudou, chargé de mission à la présidence, sont libérés par les putschistes. Le 21 août, la junte met en place un dialogue avec la classe politique, dont les partis de l'ancienne majorité présidentielle. Le 26 août, les opposants du M5 sont reçus par la junte.
Le 22 août, une délégation de la Cédéao se rend dans le pays. Le 23 août, à l’issue du deuxième jour de négociations entre la nouvelle équipe au pouvoir et la délégation de la Cédéao, la junte propose une transition de trois ans dirigée par un militaire avec un gouvernement majoritairement militaire et accepte de libérer le président déchu Ibrahim Boubacar Keïta, qu’elle détenait. Ce dernier déclare ne pas vouloir revenir au pouvoir. Par la suite, les putschistes proposent une transition de deux ans. Le 24 août, la junte et les émissaires de la Cédéao se séparent après trois jours de négociations sans parvenir à un accord sur les conditions d’un transfert du pouvoir aux civils. De son côté, la mission de médiation de la Cédéao propose une transition dirigée par un civil ou un officier de l'armée à la retraite pour une durée maximale de 12 mois.
Le 24 août, l'acte fondamental adopté par le CNSP fait de Goïta le chef de l'État du Mali.
Le 27 août, la junte annonce avoir libéré Ibrahim Boubacar Keïta. Au même moment, une source annonce que le député Karim Keïta, fils du président déchu, a quitté le pays depuis deux jours. Le lendemain, l'ancien Premier ministre Boubou Cissé et l'ancien président de l'Assemblée nationale, Moussa Timbine, sont libérés.
Le 28 août, la Cédéao exige une transition d'un an maximum dirigée par un civil, ainsi qu'un Premier ministre civil.
Le 29 août, sous la pression du Mouvement du 5 Juin, qui voulait être reçu à titre individuel plutôt que dans le cadre des concertations avec la classe politique, la junte reporte la réunion sur une transition, qui était prévue avec les partis politiques de l'opposition, de l'ancienne majorité, et des groupes armés. Les leaders de la junte et du M5J, se sont ainsi rencontrés dans la base de Kati, près de Bamako. La réunion est ensuite fixée pour se tenir du 10 au 12 septembre. Elle doit permettre d'élaborer la feuille de route et la charte de la transition. Avant cela, des concertations ont lieu les 5 et 6 septembre à Bamako et dans les capitales régionales. Un comité d'experts rend ses conclusions à la junte le 9 septembre. La concertation s'ouvre en l'absence de la Coordination des mouvements de l'Azawad.
Le 7 septembre, la Cédéao exige la nomination d'un président et d'un Premier ministre civils d'ici le 15 septembre.
Le 8 septembre, des centaines de personnes manifestent en faveur de l'armée.
Les concertations politiques ont ainsi lieu du 10 au 12 septembre. Le comité d'experts propose une période de transition de deux ans avec un président et un vice-président de transition nommés par la junte, le président pouvant être un militaire, et doit être âgé de 35 à 70 ans. Celui-ci doit nommer un Premier ministre (choisi par la junte et la classe politique) et un gouvernement de 25 membres au maximum. Pour le pouvoir législatif, un Conseil national de transition de 121 membres dirigé par un militaire doit être mis en place,,. À l'issue des travaux, la durée de la transition est fixée à 18 mois. La charte est rejetée par le M5.
Le 16 septembre, malgré l'opposition de la Cédéao, la junte prône une transition militaire. Pour sa part, la Cédéao accepte une transition de 18 mois.

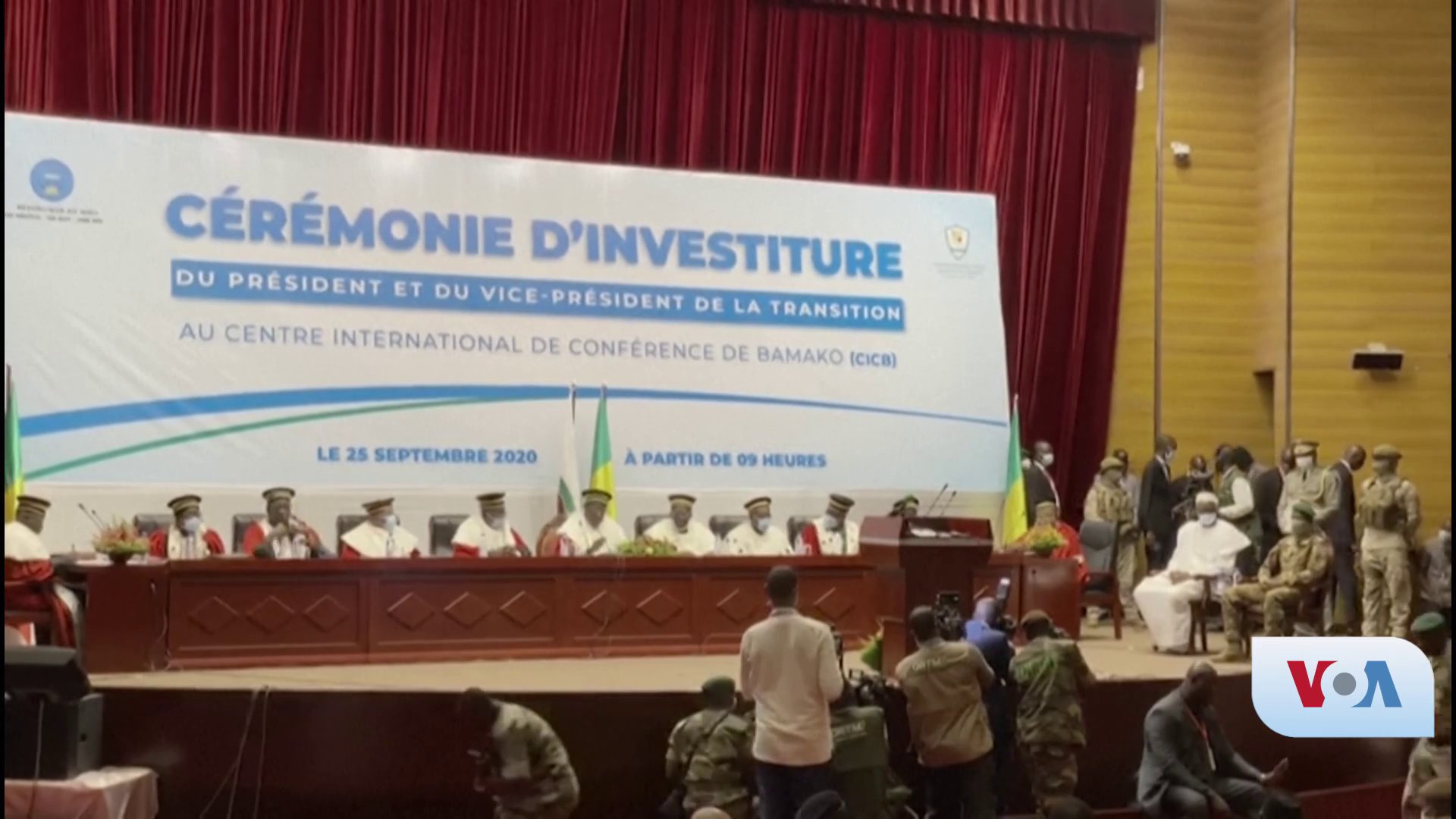
Vue générale de la cérémonie d'investiture du président Bah N'Daw (en blanc à droite) et du vice-président Assimi Goïta (assis à droite en treillis), à Bamako le 25 9 2020.

Un collège désigné par la junte doit se réunir le 21 septembre pour nommer le nouvel exécutif, qui est préalablement nommé par la junte. Bah N'Daw est désigné président de transition et Assimi Goïta vice-président. Ceux-ci prêtent serment le 25 septembre,. Le 27 septembre, Moctar Ouane est nommé Premier ministre. Il prend ses fonctions le lendemain,.
La charte de la transition, datée du 12 septembre, est publiée le 1er octobre au journal officiel. Elle prévoit que le vice-président ne puisse pas succéder au président en cas de vacance du poste. La Charte de transition prévoit notamment que ni le président ni le vice-président de la période de transition ne peuvent se présenter à l’élection présidentielle devant y mettre fin.
La Cédéao lève les sanctions le 7 octobre.

### Mise en place du Conseil national de la transition et dissolution du CNSP
Le 5 décembre, le Conseil national de la transition est lancé.
Le 13 janvier 2021, la Cédéao appelle à la dissolution du CNSP et celle-ci est prononcée par décret le 18 janvier suivant.

### Coup d'État de 2021
Le 24 mai 2021, peu après l'annonce du gouvernement Moctar Ouane (2) qui se caractérise par la mise à l'écart des colonels Modibo Koné et Sadio Camara, membres de l'ex-CNSP, Bah N’Daw et le Premier ministre, Moctar Ouane, sont interpelés par des militaires proches du vice-président Goïta et conduits sous escorte militaire à Kati.
L'armée annonce le 25 mai à l'ORTM que le vice-président a mis « hors de leurs prérogatives » le président de la Transition et le Premier ministre de transition — qu'il accuse du « sabotage [de la transition] » —, pour ne pas l'avoir consulté lors de la formation du gouvernement mais que les élections sont toujours prévues pour 2022.

## Réactions internationales
Dès le 18 août, la Cédéao appelle à l'arrêt de la mutinerie et s'oppose à tout coup d'État. La mutinerie est condamnée dans des termes similaires par l'Union africaine, les États-Unis — qui suspendent leur aide à l'armée malienne —, la France et la Russie,. Tous les pays de la Cédéao ferment leurs frontières avec le Mali et suspendent leurs échanges financiers avec le pays,, à l'exception des aliments de première nécessité, des médicaments et du carburant. La Cédéao annonce la suspension du pays de ses rangs et la fermeture des frontières avec le Mali. Elle appelle également à la libération des personnalités arrêtées. Le 20 août, l'organisation annonce l'envoi d'une délégation dans le pays et réclame le rétablissement du président démissionnaire. Une note du ministère français des Affaires étrangères juge un tel retour « surréaliste » et « dangereux ».
Le 19 août, le Conseil de sécurité de l'ONU se réunit en urgence au sujet de cette crise malienne. La même journée, l'Union africaine suspend l'adhésion du Mali et le président français, Emmanuel Macron, demande que le pouvoir soit rendu aux civils.
Le 25 août, l’Organisation internationale de la francophonie (OIF) suspend le Mali de ses instances.